# ام‌اس‌سی کارمن
ام‌اس‌سی کارمن (به انگلیسی: MSC Carmen) یک کشتی است که طول آن ۲۷۵ متر (۹۰۲ فوت) می‌باشد. این کشتی در سال ۲۰۰۸ ساخته شد.